# Wat Sothonwararam
 (avril 2018).
Améliorez-le ou discutez des points à vérifier. 
Wat Sothonwararam est un temple de la province de Chachoengsao en Thaïlande. Situé dans la municipalité de Mueang Chachoengsao, à côté du fleuve Bang Pakong, il fut initialement nommé « Wat Hong » et fut construit à la fin de la période d'Ayutthaya sous le règne de Ramathibodi Ier.
L'ubosot (ou bot) de ce wat s'élève à 84 m de haut.

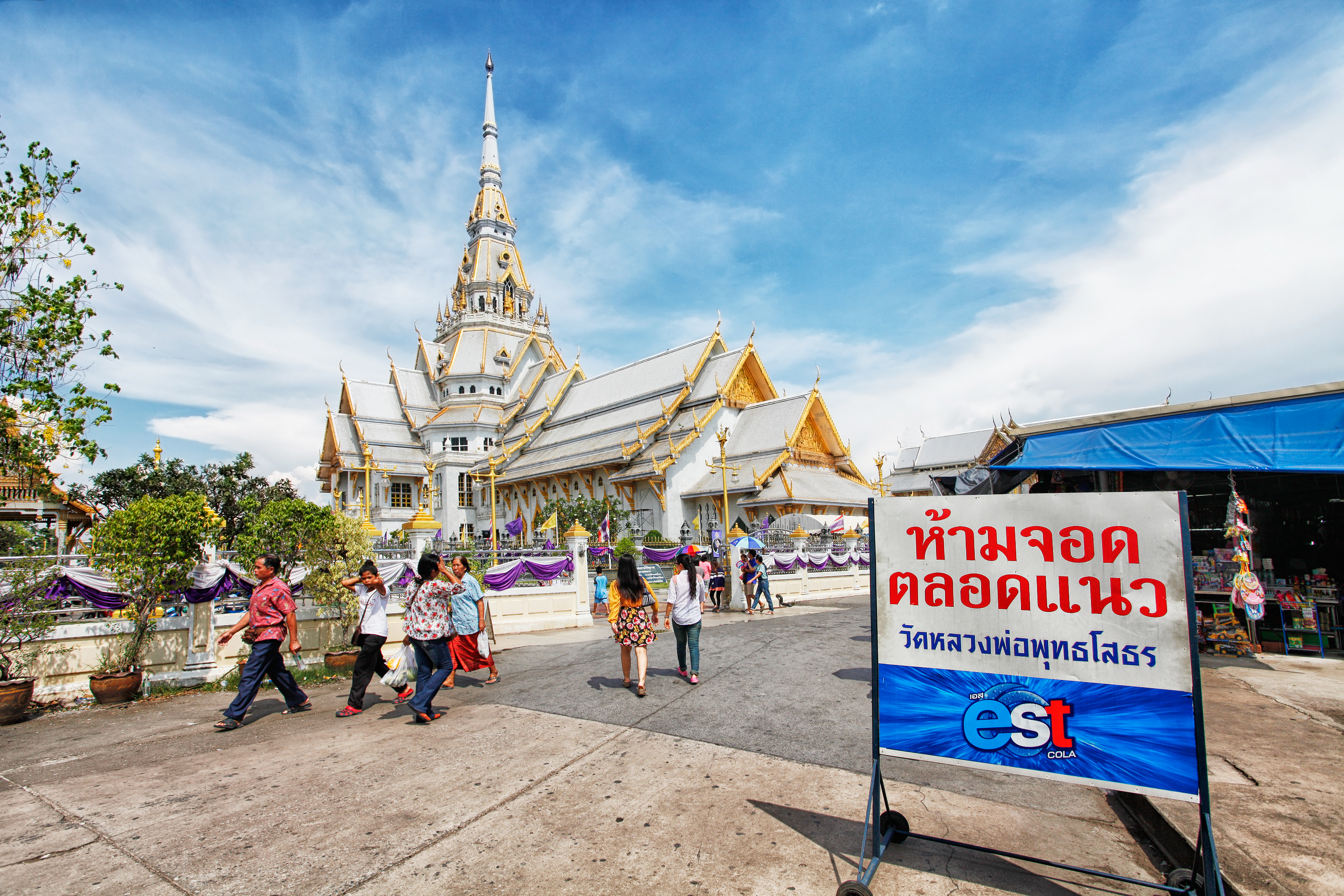
L'ubosot de Wat Sothonwararam

Le temple possède le Luangpho Phuttha Sothon, l'une des images du Bouddha les plus vénérée du pays, censée porter chance et éloigner la maladie : elle mesure 1,48 mètre de haut, avec une largeur de 1,65 mètre.

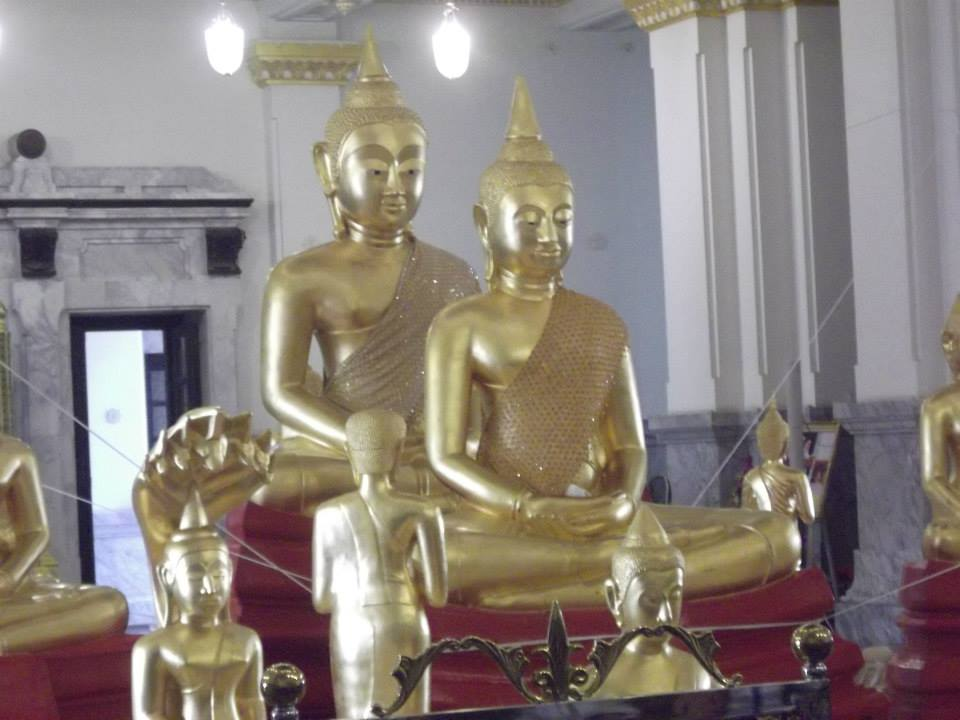
Luang Phor Sothon devant, en premier plan